# Bucht

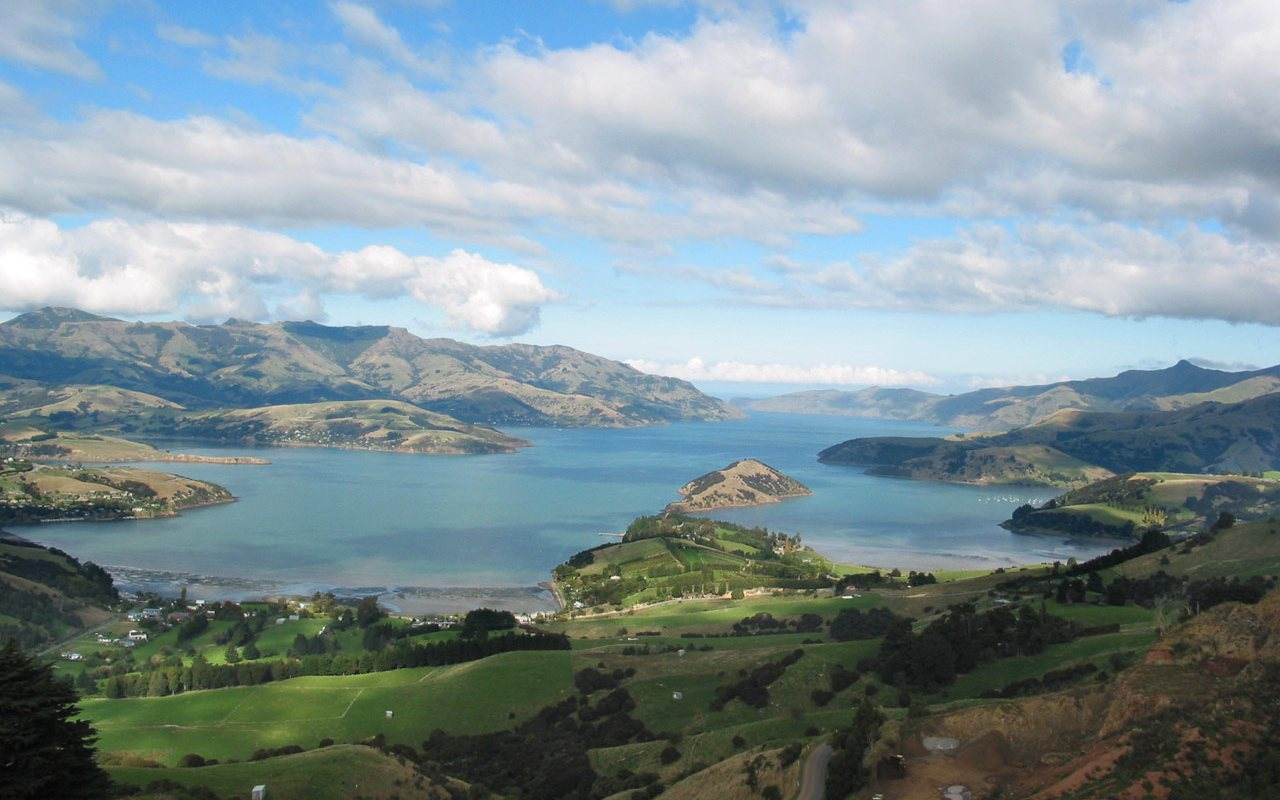
Der Akaroa Harbour, eine Bucht der Banks Peninsula an der Ostküste der Südinsel Neuseelands

Eine Bucht ist in der Geomorphologie ein dreiseitig von höherem Gelände umschlossenes geographisches Objekt in lokalem oder regionalem Maßstab. Meist wird der Ausdruck für unterhalb eines Wasserspiegels liegendes Gelände benutzt, sodass sich die Bucht in Gestalt eines annähernd bogenartigen Zurückweichens der Uferlinie äußert. Auf dem trockenen Land werden auch Gebiete so bezeichnet, die von einer annähernd bogenartig zurückweichenden Gebirgsfront umgeben sind. Bei Gewässern ist die Bucht das Gegenstück zur Landzunge.

## Abgrenzungen
Die Größe von Gewässerbuchten kann wenige Meter oder mehrere hundert Kilometer Breite bzw. Ausdehnung betragen. Eine große Meeresbucht wird auch als Golf oder (seltener) als Meerbusen bezeichnet. Eine kleine Gewässerbucht wird auch als Anse bezeichnet. Seerechtlich liegt eine Förde oder Fjord vor, wenn der Einschnitt in das Festland nicht breiter als 3 Seemeilen ist.

## Buchten in Gewässern

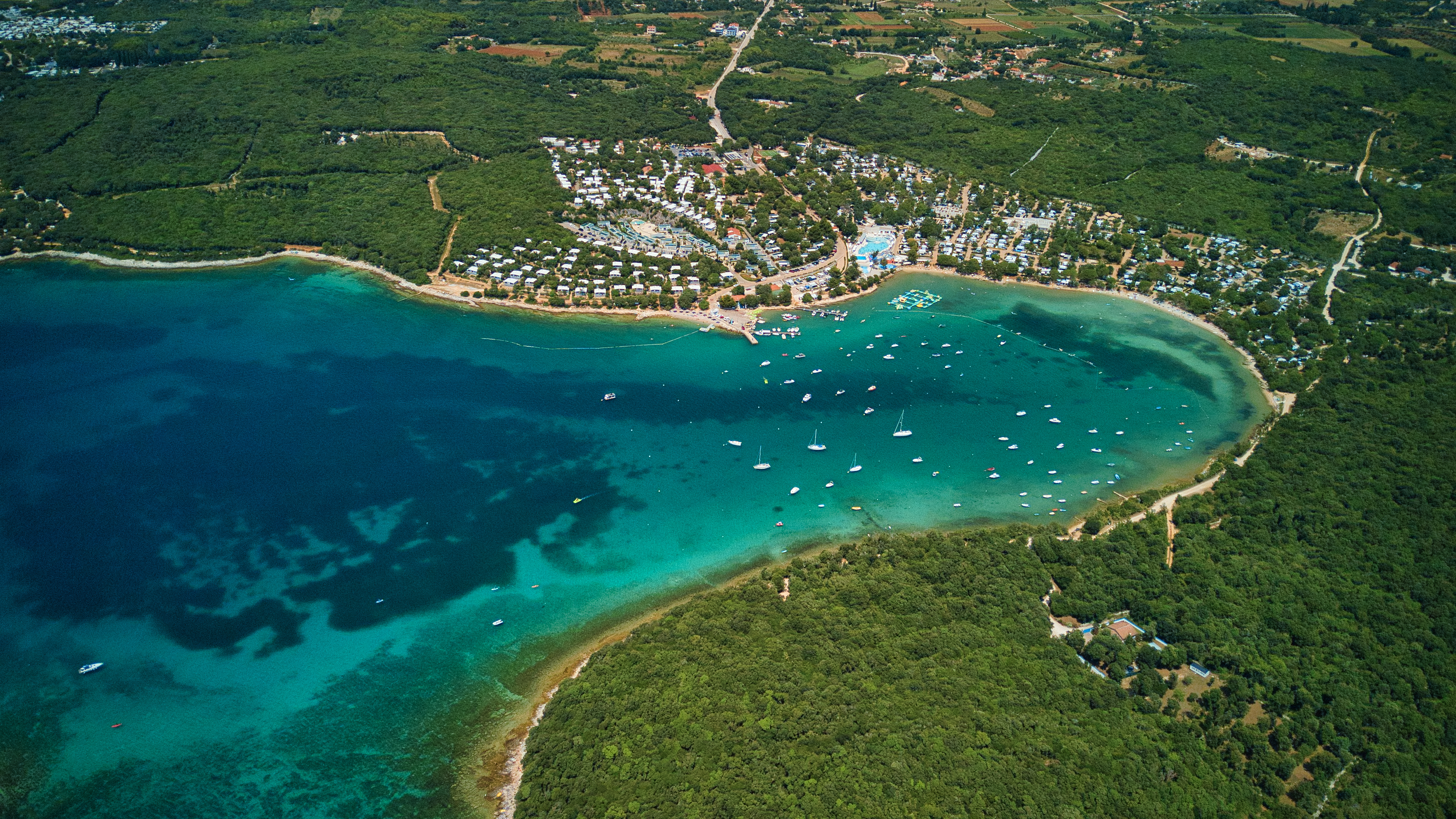
Bucht bei Rovinj, Kroatien, 2023

Unter einer in einem Gewässer liegenden Bucht versteht man einen Abschnitt eines Sees oder Meers, der als „Ausbeulung“ in den Ufer- bzw. Küstenbereich hineinragt. An Flachküsten werden kleine Buchten oft durch Nehrungen vom offenen Meer abgetrennt. An der südlichen Ostseeküste werden solche abgeschnürten Buchten auch Bodden genannt. Meeresbuchten, deren Öffnung zum offenen Meer weniger als 24 Seemeilen Breite beträgt (Art. 10 SRÜ), zählen völkerrechtlich zu den Binnengewässern. Unter einer Mindestbreite von 3,5 Seemeilen und einer gewissen Mindesttiefe werden Ausbuchtungen des Meeres möglicherweise juristisch nach dem Seevölkerrecht nicht als Bucht, sondern als Förde oder Fjord bezeichnet.
In größeren Buchten können sich Inseln, Halbinseln oder ein Wattenmeer befinden. Der Grund ist meist flach, er kann aber auch als kleines Becken ausgeformt sein.

### Beispiele
Atlantischer Ozean
- Allerheiligenbucht: größte Meeresbucht in Südamerika,
- Baffin Bay: nordwestliches Randmeer des Atlantiks in Nordamerika,
- Guanabara-Bucht: hier liegt Rio de Janeiro in Südamerika,
- Hudson Bay: im Kanadischen Schild von Nordamerika.

Nordsee
- Deutsche Bucht: größte Bucht an der dänisch-deutsch-niederländischen Küste; Mitteleuropa:
  - Helgoländer Bucht: ein Teil der Deutschen Bucht,
    - Meldorfer Bucht: ein Teil der Helgoländer Bucht,

  - Dollart: ein Teil der Deutschen Bucht.

Ostsee
- Deutsche Ostsee-Küste; Mitteleuropa:
  - Geltinger Bucht: ein Teil der Flensburger Förde vor Schleswig-Holstein,
  - Kieler Bucht: Hauptbucht vor der Ostküste vor Schleswig-Holstein,
    - Eckernförder Bucht: ein Teil der Kieler Bucht,
    - Hohwachter Bucht: ein Teil der Kieler Bucht,
    - Kieler Förde: ein Teil der Kieler Bucht,

  - Mecklenburger Bucht: Hauptbucht zwischen Schleswig-Holstein und Mecklenburg-Vorpommern,
    - Lübecker Bucht: ein Teil der Mecklenburger Bucht,
      - Wismarer Bucht: ein Teil der Lübecker Bucht,

  - Pommersche Bucht: Hauptbucht Mecklenburg-Vorpommern,
- Polnische Ostsee-Küste: Mitteleuropa:
  - Danziger Bucht: bei Danzig,
- Lettische Ostsee-Küste: Osteuropa:
  - Rigaer Bucht: bei Riga.

Mittelmeer
- Golf von Neapel,
- Golf von Tarent,
- Bucht von Kotor,
- Golf von Korinth,
- Thermaischer Golf.

Irische See
- Cardigan Bay.

Indischer Ozean
- Große Australische Bucht.

Pazifischer Ozean
- Bucht von San Francisco,
- Prince William Sound.
- Burrard Inlet in Vancouver.

## Buchten auf Landflächen
Buchten auf Landflächen sind annähernd bogenförmige Ausläufer von Tiefländern (dann auch als Tieflandsbuchten bezeichnet) oder zumindest schwächer reliefierter Gebiete, die in ein angrenzendes Gebirge bzw. ein stärker reliefiertes Gebiet hineinragen. In der Regel handelt es sich um randliche Senkungsgebiete der entsprechenden Hochflächen, die sich auch in geologischen Karten oft durch ihren Aufbau aus jüngeren Schichten von den benachbarten Hochgebieten abgrenzen lassen (z. B. paläozoisches Grundgebirge vs. mesozoisches Tafeldeckgebirge oder mesozoisches Tafeldeckgebirge vs. Quartär). Wenn ein Tiefland bzw. eine Tieflandsbucht sich ohne erkennbare Landschaftsgrenze als buchtförmige Eintiefung in den festen Gesteinssockel eines Gebirgslands fortsetzt, kann diese Region auch als Gebirgs(land)bucht bezeichnet werden.

### Beispiele
- Westfälische Bucht, Tieflandsbucht zwischen Nordrand des Rheinischen Schiefergebirges und Niedersächsischem Bergland (Nordrhein-Westfalen, Deutschland, Mitteleuropa), Ausläufer des Norddeutschen Tieflands, morphologischer Ausdruck des Münsterländer Kreidebeckens
- Niederrheinische (Kölner) Bucht, Tieflandsbucht am nördlichen Rand des Rheinischen Schiefergebirges (Nordrhein-Westfalen, Deutschland, Mitteleuropa), Ausläufer des Norddeutschen Tieflands, morphologischer Ausdruck des Niederrheingrabens
- Mittelrheinische Bucht, Gebirgs(land)bucht, südöstliche Fortsetzung der Niederrheinischen Bucht im Niveau ihres Oberbodens ins Rheinische Schiefergebirge hinein
- Korbacher Bucht, östlicher Rand des Rheinischen Schiefergebirges nördlich des Kellerwaldes, (Hessen, Deutschland, Mitteleuropa), Ausläufer der Hessischen Senke
- Medebacher Bucht, sehr kleinräumige, relativ hoch gelegene Mittelgebirgssenke am östlichen Rand des Rothaargebirges (Nordrhein-Westfalen, Deutschland, Mitteleuropa), Ausläufer der Hessischen Senke
- Frankenberger Bucht, östlicher Rand des Rheinischen Schiefergebirges südlich des Kellerwaldes, (Hessen, Deutschland, Mitteleuropa), Ausläufer der Hessischen Senke
- Leipziger Tieflandsbucht, Tieflandsbucht am Nordrand der Mittelgebirgsschwelle in Thüringen, Sachsen und Sachsen-Anhalt (Deutschland, Mitteleuropa), Ausläufer des Norddeutschen Tieflands
- Backnanger Bucht, kleinräumige Senke am westlichen Rand der Sandsteinkeuper-Hochflächen der Süddeutschen Tafel (Baden-Württemberg, Deutschland, Mitteleuropa), Ausläufer des Neckarbeckens

## Verwandte Themen

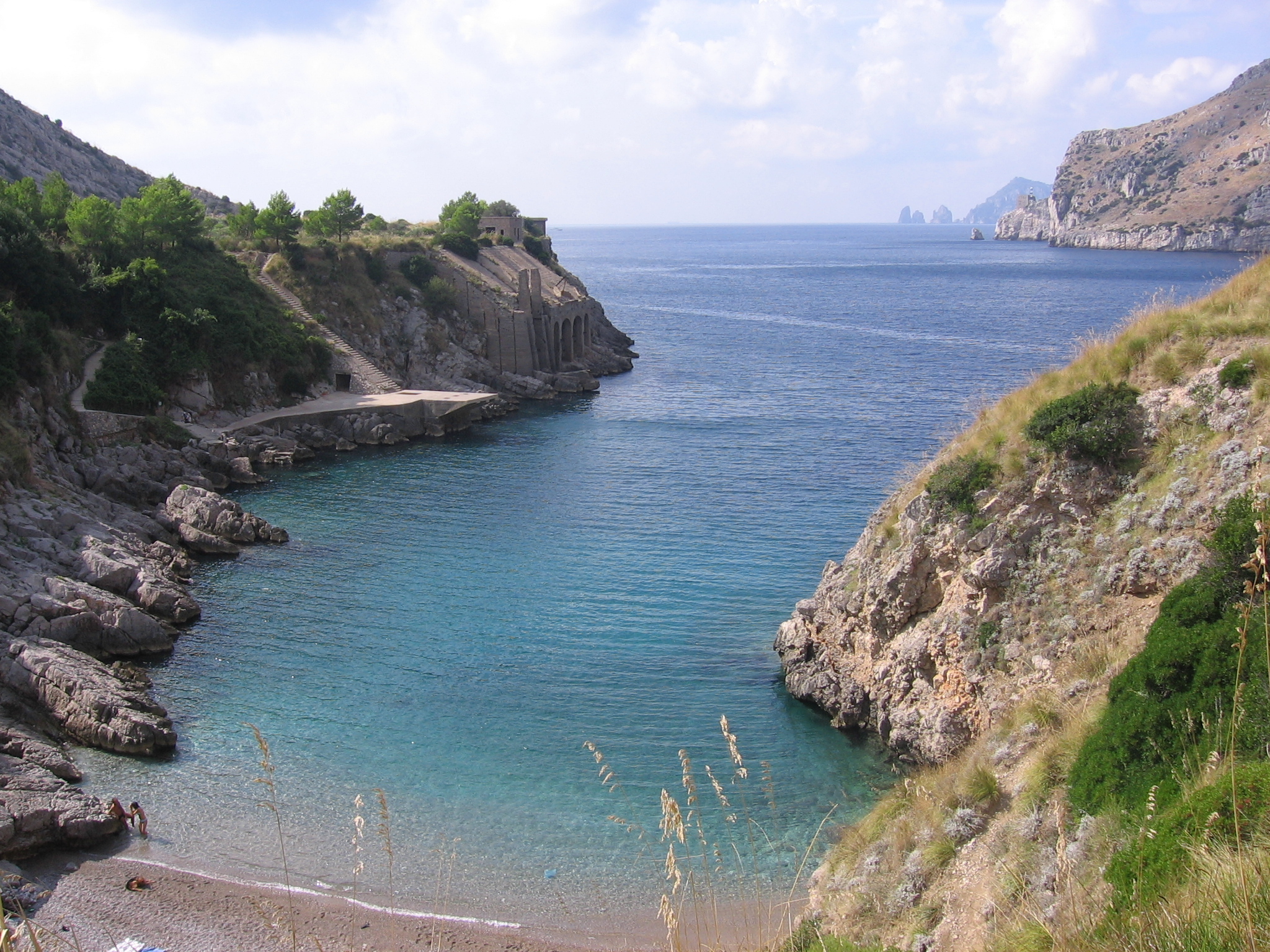
Eine Caletta am Golf von Salerno

- Eine Meeresbucht, die durch einen Gletscher gebildet wurde, heißt, je nach Art ihrer Entstehung, Förde, Fjärd oder Fjord.
- Buchten, die aus Flusstälern hervorgegangen sind, werden als Ria bezeichnet.
- In Italien existieren sogenannte Calettas, das sind kleine Buchten oder Häfen, die vor allem im Süden entlang der Küsten anzutreffen sind.